# Tetragonia rosea
Tetragonia rosea är en isörtsväxtart som beskrevs av Schlechter. Tetragonia rosea ingår i släktet tetragonior, och familjen isörtsväxter. Inga underarter finns listade i Catalogue of Life.